# Robin Hartshorne
Robin Hartshorne (Robert Cope Hartshorne), né le 15 mars 1938 à Boston, est un mathématicien américain spécialiste de géométrie algébrique.

## Biographie
Hartshorne devient Putnam Fellow en 1958 et étudie à Harvard auprès de David Mumford et Oscar Zariski, ainsi qu'à Paris auprès de Jean-Pierre Serre et Alexandre Grothendieck. En 1963, il soutient sa thèse à Princeton, intitulée Connectedness of the Hilbert Scheme, encadrée par John Coleman Moore et Oscar Zariski, puis il est recruté comme Junior Fellow à Harvard, où Grothendieck donne régulièrement des conférences et séminaires à cette époque. Il devient professeur à Harvard, puis à partir de 1970 à l'université de Californie à Berkeley. Il est professeur invité à Paris au Collège de France et à Kyoto, où il donne ses conférences en japonais. En 1979, il reçoit le prix Steele pour son livre Algebraic Geometry.
Hartshorne est marié à une psychothérapeute ; ils ont deux enfants. Il joue du shakuhachi et c'est un alpiniste expérimenté.

## Œuvre
En 1997, Hartshorne a résolu par la négative le problème de Zeuthen, mis à prix en 1901 par l'Académie des sciences du Danemark : est-ce que toute famille de courbes irréductibles sans singularités de l'espace projectif ℙ3 possède des courbes limites constituées de segments de droites ?
Son traité de géométrie algébrique (1977) est un ouvrage de référence. Il y utilise le langage de Grothendieck des schémas. Il traite entre autres des courbes elliptiques, des surfaces algébriques et des conjectures de Weil.
Parmi ses doctorants, il y a Lawrence Ein.

## Ouvrages
- (en) Robin Hartshorne, Algebraic Geometry [détail des éditions]
- Geometry: Euclid and Beyond, Springer, coll. « Undergraduate Texts in Mathematics », 2005 (1re éd. 2000) (ISBN 0-387-98650-2, lire en ligne)
- Families of Curves in ℙ3 and Zeuthen´s Problem, American Mathematical Society, coll. « Memoirs of the AMS » (no 617), 1997 (ISBN 978-0-8218-0648-7, lire en ligne)
- Ample Subvarieties of Algebraic Varieties, Springer, coll. « Lecture Notes in Mathematics » (no 156), 1970 (ISBN 3-540-05184-8, lire en ligne)
- Foundations of Projective Geometry, Addison-Wesley, 1967 (ISBN 0-8053-3757-1)
- Residues and Duality : Lecture Notes of a Seminar on the Work of A. Grothendieck, Given at Harvard 1963/64, Springer, coll. « Lecture Notes in Mathematics » (no 20), 1966, viii+423 p. (ISBN 3-540-03603-2, DOI 10.1007/BFb0080482, lire en ligne)
- Deformation Theory, Springer, coll. « Graduate Texts in Mathematics » (no 257), 2010, viii+234 p. (ISBN 978-1-4419-1595-5, DOI 10.1007/978-1-4419-1596-2, lire en ligne)